# Ciotusza Stara
Ciotusza Stara [pronunciación en polaco: /t͡ɕɔˈtuʂUn ˈstara/] es un pueblo ubicado en el distrito administrativo de Gmina Susiec, dentro del Condado de Tomaszów Lubelski, Voivodato de Lublin, en Polonia oriental. Se encuentra aproximadamente a 17 kilómetros al oeste de Tomaszów Lubelski y a 97 kilómetros al sureste de la capital regional Lublin.